# مقاطعة ميفلين (بنسلفانيا)
مقاطعة ميفلين (بالإنجليزية: Mifflin County, Pennsylvania)‏ هي إحدى مقاطعات ولاية بنسلفانيا في الولايات المتحدة. بلغ عدد سكانها 46682 نسمة في عام 2010 حسب إحصاء مكتب تعداد الولايات المتحدة.

## وصلات خارجية
- www.co.mifflin.pa.us